# Rijnoversteek

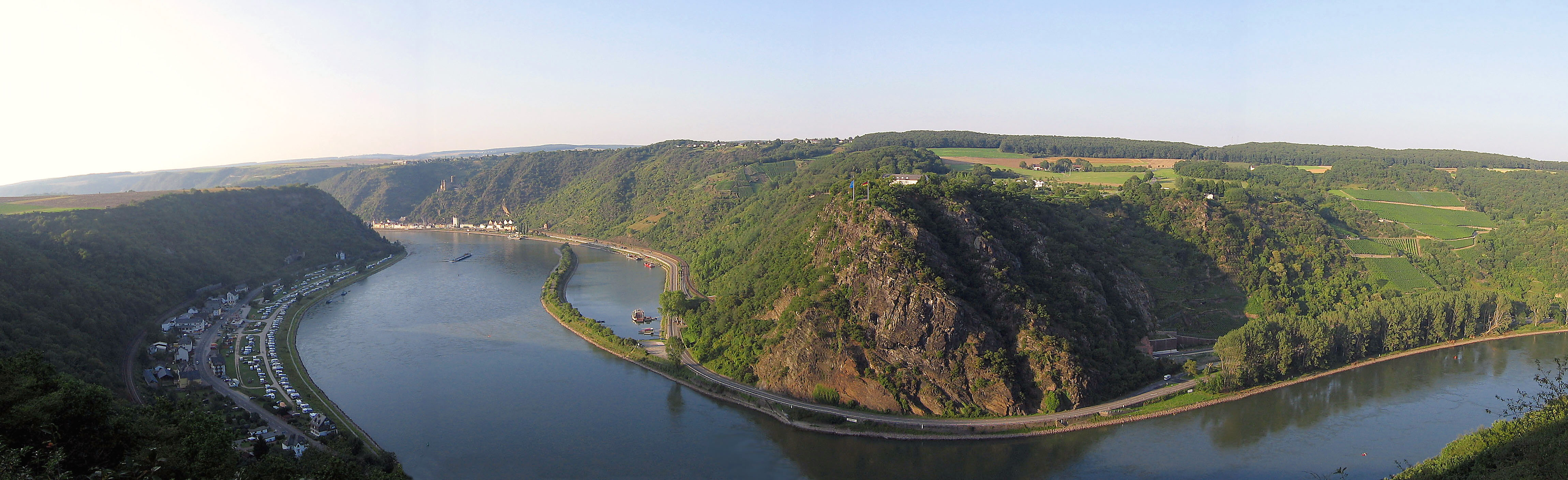
De Rijn bij de Loreley

De Rijnoversteek door een gemengde groep 'barbaren' waaronder de Vandalen, Alanen en Sueben (of Sueven) wordt traditioneel gedateerd op de laatste dag van het jaar 406 (31 december 406). Met de oversteek van de Rijn werd een van de veiligste limites oftewel grenzen van het Romeinse Rijk overschreden en daarmee was deze gebeurtenis van cruciaal belang in het verval van het West-Romeinse Rijk. Hiermee begon een golf aan verwoesting van Romeinse steden en de uiteindelijke ineenstorting van de Romeinse bestuurlijke orde in Noord-Gallië. Deze gebeurtenissen leidden vervolgens tot de machtsgreep van drie opeenvolgende usurpators in de provincie Britannia. Derhalve wordt de oversteek gezien als een mijlpaal in de Grote Volksverhuizing waarbij Germaanse en Iraanse stammen westwaarts en zuidwaarts bewogen vanuit Scandinavië, Germanië en gebieden ten noorden van de Donau.

## Antieke bronnen
Verscheidene verslagen schrijven over de oversteek. Prosper Tiro geeft bovendien een tijdlijn van gebeurtenissen per jaar en levert de precieze datum 31 december 406 in zijn kroniek: 'Tijdens het zesde consulschap van Arcadius en Probus, kwamen Vandalen en Alanen de Galliës binnen, nadat ze op de dag voor de kalenden van januari de Rijn waren overgestoken.'
Een brief van Hiëronymus van Stridon, geschreven in Bethlehem en gedateerd op het jaar 409, levert een lange lijst van de barbaarse stammen die erbij betrokken zouden zijn geweest: 'de Quaden, Vandalen, Sarmaten, Alanen, Gepiden, Herulen, Saksen, Bourgonden, Alemannen en de legers van de Pannoniërs'. Sommige ervan, zoals de Quaden en Sarmaten, zijn uit historische of literaire traditie overgenomen. Hiëronymus schreef dat de steden die nu bekendstaan als Mainz, Worms, Reims, Amiens, Arras (Atrecht), Thérouanne (Terwaan), Doornik, Speyer (Spiers) en Straatsburg waren geplunderd.
In zijn Historia Francorum nam de 6e-eeuwse historicus Gregorius van Tours enkele korte passages op van een verloren gegaan verslag van de 5e-eeuwse historicus Renatus Profuturus Frigeridus over een oorlog tussen de Vandalen, Alanen en Franken die ergens in de buurt van de Rijn had plaatsgevonden rondom de tijd van de veronderstelde Rijnoversteek. Deze tekst, door geleerden het "Frigeridusfragment" genoemd, zou enkele aanwijzingen kunnen geven over de omstandigheden die voorafgingen aan de oversteek.
Olympiodorus van Thebe, een over het algemeen betrouwbare contemporaine historicus, schreef een verslag van de oversteek, waarvan slechts fragmenten bewaard zijn gebleven in citaten door Sozomenus, Zosimus en Photius.
Orosius meldde de oversteek ook kort.

## Interpretatie

### Motieven

Gereconstrueerde kaart van de Donau-volksverhuizingen over de Rijn rond 406

De oorspronkelijke samenkomst van barbaren aan de oostelijke Rijnoever is door wetenschappers geïnterpreteerd als een verband van vluchtelingen die op de vlucht waren voor de Hunnen of de overblijfselen van de verslagen Goten van Radagaisus; beide stellingen gaan uit van indirect bewijs. Geleerden zoals Walter Goffart en Guy Halsall hebben betoogd dat deze barbaarse groepen niet (zozeer) de Rijn overstaken omdat ze van de Hunnen wegvluchtten, maar de kans grepen om in Gallië te plunderen en zich er te vestigen op een moment dat de Romeinse garnizoenen aan het Rijnfront verzwakt waren, of teruggetrokken om Italië te beschermen. Daarentegen betoogde Peter Heather (2009) dat deze hypothese niet al het bewijsmateriaal kan verklaren, zoals het feit dat 'de overgrote meerderheid van de invallers die tussen 405 en 408 uit de Midden-Donauvlakte voortkwamen daar in de 4e eeuw nog niet woonden' en dat het bewijs voor een Romeinse militaire terugtrekking vanuit het noordwesten in deze periode zwak is; ontsnapping aan de 'door de Hun veroorzaakte chaos en predatie' was nog steeds een betere verklaring.

### Vandaals-Frankische oorlog
Volgens het Frigeridusfragment was er een oorlog tussen de Franken en de Vandalen, waarin de laatsten aan de verliezende hand waren. Frigeridus vermeldde dat de Vandalen in deze gevechten ongeveer 20.000 krijgslieden hadden verloren, inclusief hun koning Godigisel. Toen de Vandaalse oorlogssituatie wanhopig begon te worden, schoten de Alanen (die hij per ongeluk Alamanni noemt) de Vandalen te hulp en de verenigde strijdkrachten lijken de Franken daarna in een beslissende veldslag te hebben verslagen. Frigeridus noemde geen datum of een precieze locatie voor dit gevecht; hij gaf alleen aan dat het Alaanse leger 'zich van de Rijn afkeerde' om in te grijpen in de Vandaals–Frankische oorlog, dus het moet op enige afstand van de rivier hebben plaatsgevonden. MacDowall schatte dat deze laatste slag 'waarschijnlijk ergens in de zomer of herfst van 406 plaatsvond en de Vandalen en hun bondgenoten in staat stelde om zich te vestigen in het Frankische territorium aan de Middel-Rijn.' Desalniettemin, en tegen de contemporaine militaire logica in dat men in de winterkwartieren verblijft om te wachten om gunstige weersomstandigheden voor de volgende veldtocht, beweerde Prosper dat de Vandalen en Alanen de Rijn in hartje winter overstaken.

### Locatie

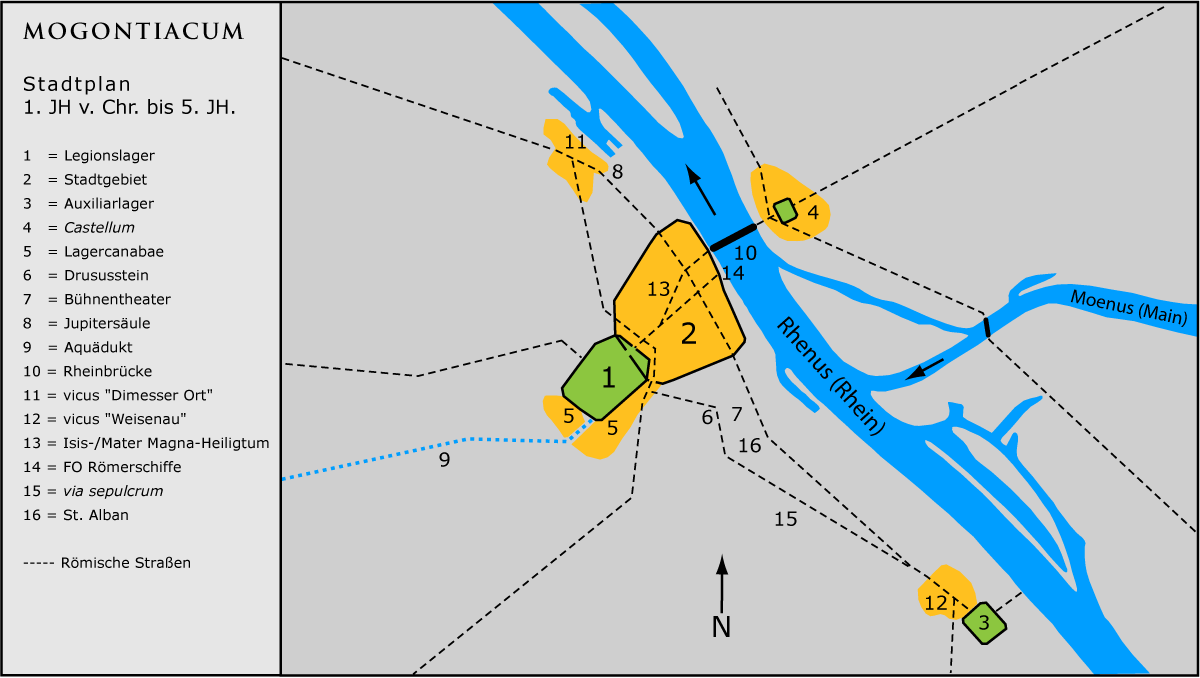
Reconstructie van Romeins Mainz, met de brug Pons Ingeniosa over de Rijn

Hiëronymus noemde Mainz (Mogontiacum) als eerste in zijn lijst van de steden die waren verwoest door de inval. Er was destijds bij Mainz een Romeinse stenen pilaarbrug over de Rijn, de Pons Ingeniosa. Het zou kunnen dat Vandalen honger leden (als zij inderdaad middenin de winter de Rijn overstaken) en daarom besloten Mainz te overvallen om er de voedselvoorraden te roven; dit is waarom geleerden zoals MacDowall (2016) aannemen dat dit waarschijnlijk de plek is geweest waar de Rijnoversteek is gebeurd. Worms (Vangionum) en Straatsburg (Argentoratum) zijn twee andere Romeinse Rijnsteden die naar verluidt waren geplunderd, dus een zuidelijker eerste overtocht zou ook plausibel zijn, als men aanneemt dat deze gevolgd werd door de plundering van een stad op de westoever, wat niet per se nodig is; deze steden zouden op elk moment tussen de oversteek van 405/406 en de brief van Hiëronymus uit 409 kunnen zijn geplunderd, niet per se op dezelfde dag als de oversteek. Anderzijds waren de stroomafwaartse versterkte riviersteden Nijmegen (Noviomagus) en Keulen (Colonia) in het noorden blijkbaar intact gelaten door de barbaren, net als Trier (Augusta Treverorum), dat net ten westen van Mainz lag. Aangezien Hiëronymus tot 370 in Trier had gewoond, is het erg waarschijnlijk dat hij het zou hebben verteld als de invallers zijn voormalige woonplaats hadden aanvallen, maar hij maakte er geen vermelding van.

### Bevroren Rijn?
Een bevroren Rijn, waarmee de oversteek makkelijker zou zijn geweest, wordt niet door enige bron uit de tijd zelf genoemd, maar is een plausibele uitleg van de 18e-eeuwse Britse historicus Edward Gibbon. Hoewel veel schrijvers sindsdien een bevroren Rijn hebben genoemd alsof het een feit was, was het voor Gibbon zelf slechts een hypothese ('in een seizoen waarin de wateren van de Rijn zeer waarschijnlijk bevroren waren') om te helpen verklaren waarom de Vandalen, Alanen en Sueben blijkbaar met gemak de Rijn konden oversteken naar Gallië. Het is ook mogelijk dat ze gebruikmaakten van een Romeinse Rijnbrug of dat de migrerende volkeren gewoon boten gebruikten.

### Onbewaakte Rijn?
Het is niet duidelijk waarom de Iraans–Germaanse bendes die de Rijn overstaken schijnbaar geen enkele georganiseerde militaire weerstand ontmoetten aan de Romeinse zijde. Een veel geopperde hypothese is dat de Romeinse generaal Stilicho in 402 soldaten uit de Rijngarnizoenen zou hebben weggehaald om een Visigotische invasie van Alarik I in Italië te bestrijden. Goffart pleitte ten gunste van deze hypothese op grond van de geschriften van de dichter Claudius Claudianus (gestorven circa 404), die Stilicho persoonlijk kende; de generaal zou naar verluidt de verdediging van de Rijngrens voorlopig aan de Franken en Alemannen (die Romeinse foederati waren) hebben overgelaten, totdat de Goten uit Italië zouden zijn verdreven. Bovendien interpreteerde hij het Frigeridusfragment als bewijs dat de Franken aanvankelijk succesvol waren in het verhinderen dat de Vandalen de Rijn overstaken, maar dat ze hen niet meer konden tegenhouden toen de Alanen zich in de strijd wierpen. Heather (2009) merkte echter op dat het bewijs voor een Romeinse militaire terugtrekking uit het noordwesten in deze periode zwak is.

## Datering
De historicus Michael Kulikowski poneerde in een artikel uit 2000 de stelling dat in de traditionele historiografie "de reeks van gebeurtenissen bomvol met technische problemen is". Hij sloeg de versies van moderne historici – die volgens hem alleen afgingen op Gibbon en elkaar – over en analyseerde de literaire bronnen opnieuw. Zijn conclusie was dat een datum voor een midwinteroversteek van de Rijn op 31 december 405 een coherentere chronologie van de gebeurtenissen in Belgica, Gallië en Britannia oplevert. Kulikowski's dateringstheorie, die een vernieuwing is van argumenten die eerder werden geformuleerd door Norman H. Baynes, werd fel bestreden door Anthony Birley.

### Problemen met Prospers verslag
Kulikowski zette uiteen hoe het jaar 406 werd uitgekozen. Het zesde consulschap van Arcadius, met Probus als medeconsul, komt overeen met 406. Prosper noemde de invasie van Italië door Radagaisus de belangrijkste gebeurtenis van het vorige jaar, en ook diens dood. Beide vonden feitelijk echter in 406 plaats, terwijl Prosper de usurpatie van Constantijn III correct toeschreef aan het volgende jaar (407). "De drie lemmata zijn met elkaar verbonden en samen vertellen ze een soort verhaal", observeerde Kulikowski. "Prosper schreef een kroniek en dat genre verafschuwde lege jaren. Omdat het genre waarvoor hij had gekozen een lemma eiste voor elk van de drie jaren, heeft Prosper simpelweg zijn volgorde van gebeurtenissen zodanig gespreid dat elk jaar een gebeurtenis kreeg. Elders in de kroniek doet hij hetzelfde".

### Usurpatie van Marcus
Kulikowski merkte een tegenstrijdigheid op tussen Prospers datum en de beweringen in een fragment van Olympiodorus van Thebe, de Nieuwe Geschiedenis van Zosimus (vi.3.1) en Orosius dat de Rijnoversteek en de aanwezigheid van barbaren in Gallië aanleiding waren voor de usurpatie van Marcus in Britannia: de laatste gebeurde circa van juli tot oktober 406, ging dus vooraf aan de datum 31 december 406 en de Rijnoversteek zou daarom eerder moeten hebben plaatsgevonden. Kulikowski's voorgestelde datum 31 december 405 plaatst de Rijnoversteek vóór de acclamatie van de eerste van de drie usurpators in Britannia, die naar verluidt voortkwamen uit de angst voor de barbaarse aanwezigheid in Gallië.

### Passiviteit van Stilicho
Met de traditionele datum 31 december 406 in gedachte is er onder geleerden veel te doen geweest over de passiviteit van Stilicho; men vraagt zich af waarom hij niets zou hebben gedaan om de Rijnoversteek te voorkomen of om kort daarna de barbaren uit Gallië te verdrijven. Soms wordt dit uitgelegd als een gevolg van zijn strategische ambities in Illyria. Volgens Kulikowski's datum 31 december 405 zou Stilicho op dat moment nog steeds druk bezig zijn geweest om in Tuscia te strijden tegen de Gotische strijdkrachten van Radagaisus, die pas in de Slag bij Florence/Faesulae werd verslagen en daarna geëxecuteerd in augustus 406.

## Nasleep

Reconstructie van de plundering van Gallië (407–9), gebaseerd op Peter Heather (2005)

Volgens bisschop Hydatius van Aquae Flaviae bereikten de barbaren Spanje in september of oktober 409; er is weinig bekend over de daden van de Vandalen, Alanen en Sueben in Gallië tussen de Rijnoversteek en hun invasie van Spanje. Gregorius van Tours vermeldde slechts: 'de Vandalen verlieten hun eigen land en braken de Galliës binnen onder hun koning Gunderik. En toen de Galliës grondig verwoest waren, trokken ze op naar de Spanjes. De Sueben, dat wil zeggen, [Alanen], die hen volgden, maakten zich meester van Gallicia.' Op grond van de brief van Hiëronymus betoogde Kulikowski dat de Vandalen, Alanen en Sueben waarschijnlijk voornamelijk in Noord-Gallië bleven tot minstens de lente van 409, de vroegst mogelijke datum van Hiëronymus' brief. Hij voert aan dat bijna alle steden die volgens Hiëronymus door de barbaren waren geplunderd zich in het noorden bevonden, terwijl de zuidelijke stad Toulouse (Tolosa) tot dan in staat was geweest om de invallers af te weren en dat die Spanje nog niet hadden betreden.